# Кулат (приток Керети)
Кулат — река в России, протекает по Лоухскому району Республике Карелия. Левый приток Керети.
Исток — озеро Большое Северное в 3 км севернее посёлка Сосновый и станции Еловая. Высота истока — 119,3 м над уровнем моря. Протекает через Васкозеро и Кулатозеро, в нижнем течении течёт между железной дорогой Лоухи — Пяозеро и трассой 86К-127 («Р-21 „Кола“ — Пяозерский — граница с Финляндской Республикой») параллельно им.
В среднем течении Кулат имеет правый приток, несущий воды озёр Лебедева и Елового.
Устье реки находится в 85 км от устья Керети. Длина реки составляет 22 км, площадь водосборного бассейна — 85,3 км².

## Данные водного реестра
По данным государственного водного реестра России относится к Баренцево-Беломорскому бассейновому округу, водохозяйственный участок реки — реки бассейна Белого моря от западной границы бассейна реки Нива до северной границы бассейна реки Кемь, без реки Ковда. Речной бассейн реки — бассейны рек Кольского полуострова и Карелии, впадает в Белое море.
Код объекта в государственном водном реестре — 02020000712102000001752.

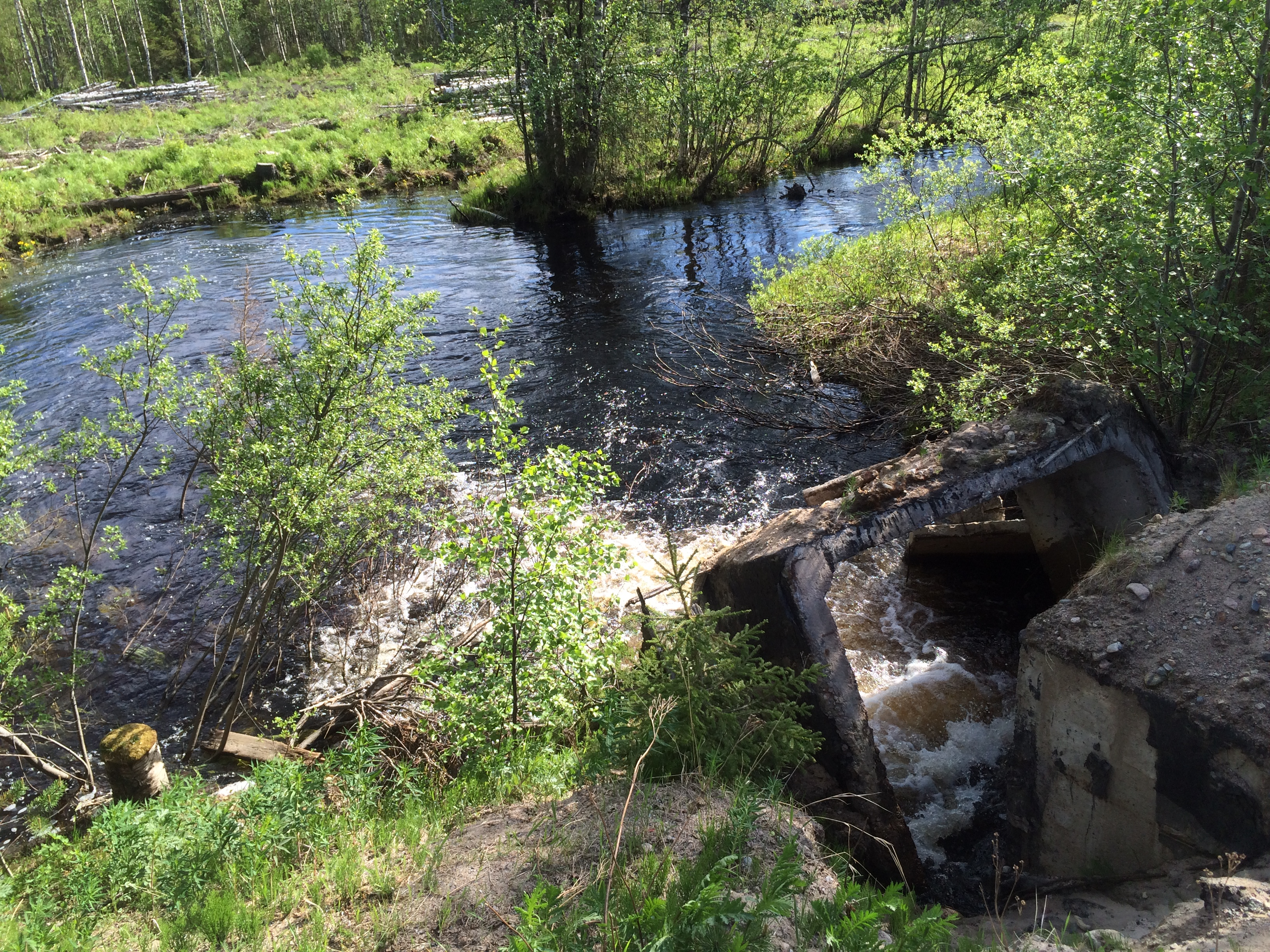
Вид по течению